# Rosa Maria Duran i Gili
Rosa Maria Duran i Gili (Barcelona, 1927) és una professora, escriptora, traductora i conferenciant catalana.
Després de la Guerra Civil espanyola la seva família es va exiliar a Montpeller, a França, quan ella tenia 12 anys. Tres anys després, a causa de la Segona Guerra Mundial, es va tornar a exiliar, en aquesta ocasió a Mèxic, on va acabar la seva formació universitària i ja es va establir. Va fer lletres hispàniques a la UNAM i el postgrau a La Sorbona de París. Va treballar com intèrpret per les Nacions Unides.
De la comunitat catalana exiliada a Mèxic, Duran i Gili en destacava en algunes conferències les revistes de poesia Pont Blau i Antología poètica, així com els poetes Agustí Bartra, Josep Carner i Agustí Cabruja, de la primera generació, i Manuel Durán Gili, Ramón Xirau i Martí Soler i Vinyes de la segona.
El 2022 va rebre la Creu de Sant Jordi per la difusió de la memòria de l'exili català a Mèxic i divulgació de la cultura catalana.